# Karya Makmur (Belitang Jaya)
Karya Makmur is een bestuurslaag in het regentschap Ogan Komering Ulu van de provincie Zuid-Sumatra, Indonesië. Karya Makmur telt 2193 inwoners (volkstelling 2010).